# Пасин, Маркос
Маркос Родригу Пасин (порт. Marcos Rodrigo Pasin; род. 27 мая 1993, Сан-Мигел-ду-Уэсти, Санта-Катарина) — бразильский хоккеист на траве, полевой игрок. Участник летних Олимпийских игр 2016 года, бронзовый призёр чемпионата Южной Америки 2013 года.

## Биография
Маркос Пасин родился 27 мая 1993 года в бразильском городе Сан-Мигел-ду-Уэсти.
Играет в хоккей на траве за бразильский «Флорианополис».
В 2013 году в составе сборной Бразилии завоевал бронзовую медаль чемпионата Южной Америки в Сантьяго.
В том же году участвовал в Панамериканском чемпионате в Брамптоне, где бразильцы заняли 7-е место.
В 2015 году выступал в хоккейном турнире Панамериканских игр в Торонто, где сборная Бразилии стала четвёртой.
В 2016 году вошёл в состав сборной Бразилии по хоккею на траве на летних Олимпийских играх в Рио-де-Жанейро, занявшей 12-е место. В матчах не участвовал.
В 2017 году выступал на Панамериканском чемпионате в Ланкастере, где бразильцы финишировали на 5-м месте.
В 2022 году участвовал в Панамериканском чемпионате в Сантьяго, где бразильские хоккеисты заняли 6-е место.